# Jan Lecjaks
Jan Lecjaks (* 9. srpna 1990, Plzeň) je český fotbalový obránce a bývalý mládežnický reprezentant, od srpna 2019 hráč klubu Omonia Nikósie. Mimo ČR působil na klubové úrovni v Belgii, Norsku, Švýcarsku a Chorvatsku od léta 2019 je na Kypru.

## Klubová kariéra
S fotbalem začal ve svých 6 letech v Sokolu Štěnovice. Poté v roce 2000 přestoupil do FC Viktorie Plzeň. V roce 2008 získal v kategorii U19 let mistrovský titul. Jeho první vyběhnutí na prvoligový pažit se konalo v sezóně 2007/2008, ve svých 17 letech si odbyl premiéru na Spartě. V tomto utkání prokázal, že je nadějným fotbalistou, sparťanskému Zdeňku Pospěchovi nenechal žádný volný prostor.
V roce 2010 vyhrál s Plzní český pohár. 10. června 2010 odchází na roční hostování do belgického klubu RSC Anderlecht.
V červenci 2011 přestoupil do švýcarského celku BSC Young Boys, kde podepsal 4letý kontrakt. S Young Boys si zahrál v Evropské lize 2014/15 (EL), kde se s týmem probojoval do základní skupiny I, kde číhali soupeři AC Sparta Praha (Česko), SSC Neapol (Itálie) a ŠK Slovan Bratislava (Slovensko). 18. září 2014 v prvním utkání základní skupiny proti slovenskému týmu ŠK Slovan Bratislava vstřelil při výhře 5:0 vítězný gól.
V červenci 2017 přestoupil do chorvatského popředního klubu Dinamo Záhřeb, kde podepsal smlouvu na 3 roky. 19. listopadu, vstřelil svou první branku proti týmu Lokomotiva Zagreb. V srpnu 2018 odešel na roční hostování do týmů Lokomotiva.
Začátkem srpna 2019 ukončil o rok dříve smlouvu v Dinamu Záhřeb a stal se volným hráčem. Jeho novým klubem se stala kyperská Omonia Nikósie, kde podepsal smlouvu na dva roky.

### Klubové statistiky
| Sezona    | Klub              | Země       | Soutěž             | Zápasy | Góly |
| --------- | ----------------- | ---------- | ------------------ | ------ | ---- |
| 2007/2008 | FC Viktoria Plzeň | Česko      | 1. liga            | 18     | 0    |
| 2008/2009 | FC Viktoria Plzeň | Česko      | 1. liga            | 19     | 1    |
| 2009/2010 | FC Viktoria Plzeň | Česko      | 1. liga            | 6      | 1    |
| 2010/2011 | RSC Anderlecht    | Belgie     | Jupiler League     | 30     | 0    |
| 2011/2012 | BSC Young Boys    | Švýcarsko  | Swiss Super League | 4      | 1    |
| 2012/2013 | BSC Young Boys    | Švýcarsko  | Swiss Super League | 7      | 1    |
| 2013/2014 | BSC Young Boys    | Švýcarsko  | Swiss Super League | 9      | 0    |
| 2013      | Vålerenga IF      | Norsko     | Tippeligaen        | 22     | 2    |
| 2014/2015 | BSC Young Boys    | Švýcarsko  | Swiss Super League | 33     | 0    |
| 2015/2016 | BSC Young Boys    | Švýcarsko  | Swiss Super League | 29     | 1    |
| 2016/2017 | BSC Young Boys    | Švýcarsko  | Swiss Super League | 31     | 1    |
| 2017/2018 | Dinamo Záhřeb     | Chorvatsko | Prva HNL           | 21     | 1    |
| 2018/2019 | Dinamo Záhřeb     | Chorvatsko | Prva HNL           | 1      | 0    |
| 2018/2019 | NK Lokomotiva     | Chorvatsko | Prva HNL           | 29     | 2    |
| 2019/2020 | Omonia Nicosia    | Kypr       | First Division     | 23     | 0    |
| 2020/2021 | Omonia Nicosia    | Kypr       | First Division     |        |      |

## Reprezentační kariéra
Jan Lecjaks nastupoval za mládežnické výběry České republiky od 17 let. Bilance:
- reprezentace do 17 let: 13 utkání (4 výhry, 3 remízy, 6 proher), 2 vstřelené góly
- reprezentace do 18 let: 5 utkání (3 výhry, 1 remíza, 1 prohra), 1 vstřelený gól
- reprezentace do 19 let: 13 utkání (8 výher, 4 remízy, 1 prohra), 1 vstřelený gól
- reprezentace do 20 let: 3 utkání (2 výhry, 1 remíza), 0 vstřelených gólů
- reprezentace do 21 let: 27 utkání (17 výher, 5 remíz, 5 proher), 1 vstřelený gól

Hrál mj. na Mistrovství světa hráčů do 20 let 2009 v Egyptě, kde ČR vypadla v osmifinále s Maďarskem na penalty 3:4 (po prodloužení byl stav 2:2).

### Mistrovství Evropy hráčů do 21 let 2011
V těžké základní skupině B na Mistrovství Evropy hráčů do 21 let v roce 2011 konaném v Dánsku se česká reprezentace střetla postupně s celky Ukrajiny (výhra 2:1), Španělska (prohra 0:2) a Anglie (výhra 2:1), do semifinále postupovaly první dva týmy ze skupin. Jan Lecjaks odehrál v základní sestavě všechna tři utkání.
Semifinále 22. června proti Švýcarsku ČR prohrála po prodloužení 0:1 a stejným výsledkem (avšak v normální hrací době) podlehla 25. června v souboji o 3. místo Bělorusku. Jan Lecjaks nastoupil pouze v utkání o třetí místo (a zároveň o postup na Olympijské hry 2012 v Londýně) s Běloruskem, ale již ve 13. minutě si zlomil obě kosti v pravém předloktí a musel se podrobit operaci.

### Reprezentační góly
Góly Jana Lecjakse v české reprezentaci do 21 let
| Gól | Datum       | Stadion            | Soupeř   | Skóre (min.) | Výsledek | Soutěž           |
| --- | ----------- | ------------------ | -------- | ------------ | -------- | ---------------- |
| 010 | 29. 2. 2012 | Ploiești, Rumunsko | Rumunsko | 00:300 (41.) | 0:3      | přátelské utkání |